# تقييم تدافع عن السياسة العامة

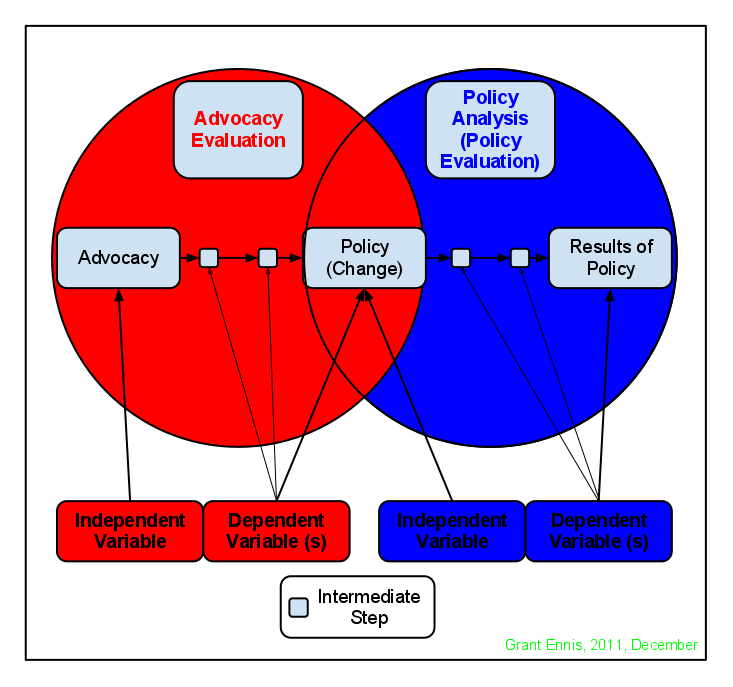

تقييم الدعوة، وتسمى أيضا الدعوة عامة للرصد وتقييم السياسات، تقييم تقدم أو نتائج الدعوة، مثل التغييرات في السياسة العامة السياسة العامة. وهذا يختلف من تحليل السياسات، والتي تبدو بشكل عام في النتائج المترتبة على هذه السياسة، أو التيار تقييم البرنامج، الذي يقيم ما إذا كانت البرامج أو الخدمات المباشرة كانت ناجحة. الدعوة تسعى إلى التأثير على برنامج أو سياسة إما بشكل مباشر أو غير مباشر، وبالتالي، يتم تقييم تأثير، بدلا من النتائج المترتبة على ذلك النفوذ. المقيمون الدعوة تسعى إلى فهم إلى أي مدى ساهمت جهود الدعوة إلى النهوض هدف أو سياسة. انهم يفعلون ذلك من أجل معرفة ما يمكن عمله، وما لا يصلح، وماذا يعمل بشكل أفضل من أجل تحقيق أهداف الدعوة وتحسين الجهود المستقبلية.

## أهداف وسيطة من الدعوة
من أجل تقييم شيء، لا بد من معرفة أهداف حملة الدعوة. سياسة التقييم الدعوة يركز على المساهمة في تحقيق السياسة العامة، وليس على نتائج تلك السياسة. المقيمون الدعوة سياسة استخدام عدد قليل من المؤشرات الرئيسية:
- زيادة الوعي حول الحاجة المكونة للسياسة
- القدرة المتقدمة من الفاعل الدعوة أو شبكة من الجهات الفاعلة لإجراء جهود الدعوة
- سياسة تغيير نفسها في الاتجاه المطلوب. هذه هي النتيجة أعلى مستوى وسيطة، وكممارسة الكامنة على أفضل وجه، هو الهدف من معظم جهود الدعوة في مجال السياسات

## تحديات مختلفة من تقييم الدعوة
- مساهمة في مقابل إسناد: منذ حملة فاعلة متعددة في وقت واحد لصالح أو ضد أي سياسة معينة، فإنه من الصعب التحقق من الإسناد. ويفضل تقييم المساهمات في هذه الحالة لأنها تسمح الجهات الفاعلة متعددة للتأثير على درجة من النجاح.
- طبيعة طويلة الأجل في مجال الدعوة: منذ أهداف الدعوة كثيرة على المدى الطويل، تأثير القياس يمكن أن يشكل تحديا. بدلا من ذلك، والنتائج، والتقدم المؤقت، وأهداف وسيطة هي التدابير المفضل للنفوذ.
- استراتيجيات التحول: بما أن السياق الذي يدعو إلى العمل داخل والمتغيرة باستمرار، دعاة تكييف استراتيجياتها، مما يخلق بيئة الصعبة التي لرصد التقدم المحرز.
- تعقد ونظريات التغيير: نماذج منطق ونظريات التغيير لحملات الدعوة معقدة بطبيعتها، على سبيل المثال: الاحتجاجات + الضغط + الحملات الاعلامية -> المساهمة في تغيير السياسات. هذه الأنواع من نظريات التغيير لديها الكثير من طبقات، الفروق الدقيقة، وعوامل لا يمكن السيطرة عليها لهم أن اتفاق التنظيمية داخل وبين الصعب، مما يجعل من التخطيط الاستراتيجي، وتقييم جميع أكثر صعوبة.

## تصنيف لمناصرة السياسات
1. النشاط يتكون من جهود متعمدة لتعزيز أو منع التغيير الاجتماعي والسياسي والاقتصادي، أو بيئية. يمكن أن النشاط اتخاذ مجموعة واسعة من الأشكال، بما في ذلك من كتابة الرسائل إلى الصحف أو السياسيين، والحملات السياسية، والنشاط الاقتصادي، مثل المقاطعة أو الشركات رعايته بشكل تفضيلي، والمسيرات والمسيرات في الشوارع والإضرابات والاعتصامات، والإضرابات عن الطعام.
2. الضغط الشعبية (المعروف أيضا باسم جماعات الضغط غير المباشر) هو شكل من أشكال الضغط التي تركز على رفع مستوى الوعي لقضية معينة على المستوى المحلي، بهدف الوصول إلى السلطة التشريعية وإحداث فرق في عملية صنع القرار. الضغط الشعبي هو النهج الذي يفصل نفسه عن ممارسة الضغط المباشر من خلال فعل العامة التي تطلب الاتصال المشرعين والمسؤولين الحكوميين بشأن مسألة في متناول اليد، بدلا من نقل الرسالة إلى المشرعين مباشرة.
3. دعاية شعبية زائفة تدعم البرامج السياسية والتنظيمية، أو الشركات، ويهدف إلى إعطاء مظهر من حركة «القاعدة». الهدف من هذه الحملات هو لاخفاء جهود كيان سياسي و/ أو التجارية بأنه رد فعل عام مستقل لبعض الكيانات سياسية سياسي أو جماعة سياسية أو المنتج أو الخدمة، أو الحدث.
4. كسب التأييد (المعروف أيضا باسم الضغط المباشر) هو فعل من محاولة التأثير على القرارات التي اتخذت من قبل المسؤولين الحكوميين والمشرعين في معظم الأحيان أو أعضاء في الهيئات التنظيمية. العديد من الناس أو الجماعات، من القطاع الخاص الأفراد أو الشركات، والمشرعين زميل أو المسؤولين الحكوميين، أو جماعات الدفاع عن استخدام الضغط.

## أمثلة من تقييم الدعوة
ملاحظة - ينبغي أن ينظر إلى بعض من عمليات التقييم التالية على أنها أشكال من التقييم «بروتو» الدعوة، وذلك قبل، أو دون اعتبار لل، أفضل الممارسات الحالية في هذا المجال. العديد من إجراء في وقت واحد وتحليل السياسات والتقييم في مجال الدعوة. معظمها، في الأمثلة الأقل، من المفيد لأي شخص يرغب في إجراء تقييم الدعوة.
- عقد من الجهد، عالم من الاختلاف: السياسة العامة وبرنامج التربية والتعليم في ولاية كاليفورنيا مبادرة الشباب الوقاية من العنف من قبل Wallack لورانس، لي أمي ويانا Winett 2003
- فالتعاون أن الكونت، والسلطة، والمشاركة والدولة القائم على أساس السياسة تقويم من التعاون ومؤسسة فورد والتي تعتمد المبادرة. مركز الأبحاث التطبيقية، نيسان 2004
- آن Gienapp وكارولين كوهين، والدعوة تقييم حالة دراسة مشروع السبورة - تقييم المحتملين من K-12 ولاية أوريغون التعليم جهود الإصلاح[وصلة مكسورة]
- قياس الأثر في الممارسة: دراسة حالة من جمعية الرفق بالحيوان في الولايات المتحدة[وصلة مكسورة]
- سوق المزارعين بايرون: دراسة حالة من محلي الغذاء الدعوة فانيسا جون ماير عادوا
- تغيير النظام، ما يعمل؟ رؤى من المدافعين عن المهاجرين واللاجئين، وطالبي اللجوء السياسي في ولاية كوينزلاند
- ليس باسمنا: تقييم لحركة AustralianAnti الحرب، 2002-2003
- التعلم التنظيمي والمنظمة غير الحكومية: دراسة حالة أولية للعمل الجماعي للاجئين، ولاية كوينزلاند بريسبان
- دعموا حملة المعيشة: الحكم الذاتي والسيطرة من قبل الأشخاص ذوي الإعاقة وأسرهم
- المدافعون عن الحياة البرية: دراسة حالة للمجتمع الحفاظ على الحياة البرية في ولاية كوينزلاند
- [# http://www.innonet.org/index.php؟section_id=3&subsection_id=601&content_id=777 cipc حلو التقييمات الدعوة المستمرة من InnoNet]
- تقييم أوكسفام بريطانيا العظمى المناخ حملة تغيير
- كوفمان، جوليا. «دروس في تقييم الحملات الاتصالات: خمس دراسات حالة». هارفارد أبحاث الأسرة المشروع، مارس 2003
- Trenholm، كريستوفر. توسيع نطاق التغطية للأطفال: مبادرة مقاطعة سانتا كلارا للطفولة الصحة. الرياضيات لبحوث السياسات، وشركة، يونيو 2004.
- الذهب، إيفا، وسيمون الين. «قوي في المنطقة، مدارس قوي: مشروع مؤشرات التعليم في تنظيم». البحث عن العمل، 2002.
- «ملحقات التوعية: وطنية» وراثي «. حملة توعية التقييم» البحوث التطبيقية والاستشارات، 2002.[وصلة مكسورة]
- «السلطة، والمشاركة، والدولة القائمة على السياسة: تقييم من التعاون ومؤسسة فورد بأن مبادرة الكونت» مركز البحوث التطبيقية، نيسان 2004
- سبير، بول ووكر وآخرون. آل. وقال «الناس جعل السياسة العامة في كاليفورنيا: إن المشروع كاليفورنيا بيكو». جامعة فاندربيلت، مايو 2002]
- Wallack، لورانس، ايمي لي، وWinett يانا. «عقد من الجهد، عالم من الاختلاف: السياسة العامة وبرنامج التربية والتعليم في ولاية كاليفورنيا مبادرة الشباب الوقاية من العنف.» مدرسة صحة المجتمع، كلية العمراني والشؤون العامة، جامعة بورتلاند الحكومية. بتمويل من منحة مقدمة من مؤسسة العافية ولاية كاليفورنيا، عام 2003.

## وصلات خارجية
- التقييم الدعوة الدولية مجتمع الممارسة
- الدعوة معهد آسبن التخطيط وبرنامج تقييم
- الوكالة تغيير
- [مركز http://evaluationinnovation.org/focus-areas/advocacy-public-policy للإبداع التقييم: الدعوة والسياسة العامة]
- [تقييم الدعوة http://evaluationinnovation.org/publications/newsletter التحديث، رسالة إخبارية منتظمة]
- مخطط التقدم الدعوة - أداة على الإنترنت لتنظيم الدعوة وتقييم
- كاليفورنيا الأوقاف - تقييم التقدم الدعوة

## وثائق المصدر
- كوفمان، J. 2009 دليل المستخدم لتخطيط التقييم الدعوة. مشروع أبحاث الأسرة بجامعة هارفارد.
- تيليس، تي، وشميت، M، والحرف المراوغ لتقييم الدعوة، مركز ستانفورد للابتكار الاجتماعي
- ويلان، جستن، 2008 تقييم الدعوة: مراجعة والفرص، COMM-ORG أوراق - المؤتمر على شبكة الإنترنت في تنظيم الجماعة
- رايزمان، جين، آن Gienapp، وStachowiak سارة، 2007 دليل لقياس الدعوة والسياسة، خدمات البحوث التنظيمية للمؤسسة آني كايسي
- تشابمان، J. وWameyo، A، الدعوة رصد وتقييم عام 2001: دراسة شاملة المعونة العمل،
- O'Flynn، مورين، 2009 رصد التقدم المحرز في الدعوة: لماذا و] كيفية رصد وتقييم مشاريع الدعوة والبرامج، والمنظمات غير الحكومية الدولية للتدريب ومركز الأبحاث (INTRAC)
- كوفمان، J. 2007 عن طريق الدعوة والسياسة نموذج تغيير المنطق المركب لتوجيه القرارات تقييم، هارفارد مشروع أبحاث الأسرة
- كوهين، ديفيد، روزا دي لا فيغا، وغابرييل واتسون. «الدعوة لتحقيق العدالة الاجتماعية: عمل عالمي ودليل انعكاس». Kumarian الصحافة، 2001.
- كوفي، J، 1994 المساءلة والفعالية من التحالفات سياسة المنظمات غير الحكومية، ومعهد بحوث التنمية (IDR)
- باتون ومايكل س، 2008 تقييم تأثير الدعوة، مجلة التقييم التأديبية موضوع
- فوكس، M. ليزلي وهيلويغ بريا، استراتيجيات للدعوة عام 1997 من أجل المجتمع المدني: الإطار المفاهيمي ودليل ممارس، والوكالة الأمريكية للتنمية
- McGuigan، كلير، 2003 نغلق الدائرة: من قياس التغيير في السياسة لتقييم السياسات في الممارسة، والتنمية فريق الحوار، ومنظمة إنقاذ الطفولة بالمملكة المتحدة]
- كو، جيم وروث ماين، 2008 الأساسيات السليمة: هل لديك الحملة كان لها أثر؟ المجلس الوطني للمنظمات الطوعية
- [٪ 20for٪ http://www.trc.org.ls/LDP_website/downloads/Learning 20change.pdf كوتس، باري وديفيد روزاليند، 2002 التعلم من أجل التغيير: فن لتقييم تأثير أعمال الدعوة، والتنمية في الممارسة وأوكسفام]
- Puntenney، ديبورا L. 2002 قياس الاستثمارات التغيير الاجتماعي، وشبكة تمويل النساء
- غوثري، كندال، وجوستين لوي، ديفيد فوستر وتوم وكاثرين كريستال، 2005 التحدي من تقييم السياسات وأنشطة الدعوة: استراتيجيات لنهج التقييم الاستشراف، مخطط البحث، والتصميم وشركة، لأوقاف كاليفورنيا]
- غوثري، كندال، وجوستين لوي، وكاثرين كريستال فوستر، 2006 التحدي من تقييم السياسات وأنشطة الدعوة: الجزء الثاني الانتقال من النظرية إلى الممارسة مخطط البحث، وتصميم، وشركة لأوقاف كاليفورنيا
- تشابمان، جينيفر، وتوماس فيشر، 2000 فاعلية الحملات الانتخابية للمنظمات غير الحكومية: الدروس المستفادة من الممارسة، والتنمية في الممارسة
- كوفمان، جوليا، 2009 لمحة عامة عن الممارسة الحالية الدعوة التقييم، ومركز للإبداع تقييم

إسهام التحليل:
- اغبرت، M. وHoechstetter، S. (2006). بعثة محتملة: تقييم المنح الدعوة. مؤسسة الأخبار والتعليقات
- ماين، J. (2008). تحليل مساهمة: نهج لاستكشاف السبب والنتيجة. ILAC مختصر
- ماين، جون (1999). التصدي لمؤلفه من خلال تحليل مساهمة: استخدام مقاييس الأداء بطريقة معقولة. مكتب المراقب العام للحسابات في ورقة العمل كندا، أوتاوا
- جيسيكا دارت، تقرير عن النتائج واشراك الجميع: قصة الأداء التشاركية وتقنيات إعداد التقارير
- 20Fiona٪ 20Kotvojs.pdf فيونا هيل Kotvojs Kurrajong شركة خاصة محدودة وACIL Cardno. «تحليل المساهمة - نهج جديد للتقييم في مجال التنمية الدولية.» ورقة قدمت في المؤتمر الدولي لتقييم الأسترالية وشركة، جمعية، عام 2006، داروين أستراليا.